# Mazda-Go
Mazda-Go (яп. マツダ号) — трёхколёсный грузовой автомобиль производства японской компании Mazda.

## Описание
В конце 1920-х годов автомобильная промышленность Японии находилась в зачаточном состоянии, и восточные промышленные предприятия, которые первоначально производили машиностроение, вошли в сферу локомотивов, импортировали два мотоцикла из Британии в 1928 году для исследовательских целей, разобрали и реконструировали. В 1929 году был выпущен двухтактный двигатель объёмом 250 см3. В 1930 году было завершено шесть испытаний мотоциклов, а в марте того же года было выпущено и продано 30 автомобилей.
В октябре 1930 года компания Toyo Kogyo приняла участие в «Церемонии души», организованной 5-й дивизией Императорской армии Японии, и успешно провела «Церемонию души» в качестве локомотивной гонки до конца фестиваля. Затем президент Дзюдзиро Мацуда поручил разработку трёхколёсного грузовика Цунедзи Мацуде (старшему сыну) и Киёдзо Такэбаяси (которые позже стали вице-президентами), которые уже присоединились к компании Toyo Kogyo и в 1930 году завершили испытания трёхколёсного грузовика. В 1931 году компания Toyo Kogyo подписала контракт с корпорацией Mitsubishi, которая имела общенациональную сеть продаж. В октябре 1931 года в производство был запущен трёхколёсный грузовик, получивший название Mazda Model DA. Поскольку продажа была доверена корпорации Mitsubishi, логотип Mitsubishi (три красных ромба) был добавлен к слову «MAZDA». Кроме Японии, в зону продаж также входили Китай, Маньчжурия и Бразилия.
В 1936 году, с целью продвижения трицикла, компания Mazda запустила рекламную кампанию (Showa 11) под названием «Пропаганда каравана Кагосима-Токио» (Kagoshima-Tokyo). Трициклу понадобилось 25 дней, чтобы пройти около 2700 километров, и компания воспользовалась возможностью продления срока службы. После начала Второй мировой войны Закон о всеобщей национальной мобилизации и Закон об оружейных компаниях требовали от Toyo Industry стать предприятием по производству боеприпасов, и хотя новые трёхколёсные грузовики выпускались один за другим, в 1941 году их производство было заморожено.
В сентябре 1945 года, после окончания Второй мировой войны, главнокомандующий союзными оккупационными войсками разрешил преобразовать военную промышленность в гражданскую, а восточная промышленность, которая искала производителей сырья и деталей, получила разрешение на производство 1000 трёхколёсных грузовиков в месяц. В 1946 году было выпущено 2430 единиц Mazda Model GA.
В 1954 году годовой объём составил 30000 трициклов. Но в то время японский авторынок постепенно переходил от трёхколёсных грузовиков к четырёхколёсным: в июне 1950 года был представлен первый четырёхколёсный грузовик Mazda Model CA, а в 1958 году — Mazda Romper под кодовым обозначением «DMA Type».

## Модификации
- DA — модификация, представленная в октябре 1931 года (буква «D» означает дифференциал, а буква «A» — модель). Оснащалась одноцилиндровым двигателем RS с воздушным охлаждением объёмом 482 см3. Диаметр цилиндра — 85,5 мм, ход поршня — 84 мм, мощность — 9,4 л. с. при 3300 об/мин. Коробка передач — трёхступенчатая механическая[12]. Грузоподъёмность — 200 кг.
- DB — модификация, представленная в 1932 году. Спроектирована с двойным корпусом лафета.

- DC — модификация, запущенная в производство в 1934 году. Объём двигателя — 485 см3, грузоподъёмность — 400 кг.
- KA — модификация, представленная в октябре 1934 года. Объём двигателя — 654 см3.

- TCS — модификация, запущенная в производство в 1935 году. Объём двигателя — 654 см3, тормозная система — механическая или педальная, грузоподъёмность — 400 кг. Всего было выпущено 424 экземпляра[13].
- KC — модификация, запущенная в производство в 1938 году. Оснащалась двигателем KA объёмом 654 см3, мощностью 13,2 л. с. при 3300 об/мин. Всего было выпущено около 4200 единиц[14].
- GA — модификация, запущенная в производство в мае 1938 года. Объём двигателя — 669 см3, мощность — 13,7 л. с., крутящий момент — 3,5 кг·м. Коробка передач — четырёхступенчатая механическая. Расход топлива увеличен на 20%. Грузоподъёмность — 500 кг.
- GB — модификация, запущенная в производство в апреле 1949 года. Оснащалась одноцилиндровым двигателем SV объёмом 701 см3 из полностью алюминиевого сплава, который развивает мощность 15,2 л. с. при 2800 об/мин.
- PB — модификация, запущенная в производство в 1950 году. Оснащалась одноцилиндровым двигателем SV объёмом 701 см3. В отличие от GB, грузоподъёмность увеличена примерно на 250 кг. Всего было выпущено 690 единиц[15], включая PB-1, PB-2 и PB-5[16].
- LB — модификация, запущенная в производство в марте 1950 года. Грузоподъёмность — 750 кг.
- VB — модификация, запущенная в производство в апреле 1950 года.

- CA — модификация, запущенная в производство в июне 1950 года. Является первым «четырёхколёсным» грузовиком, основанным на трицикле.

- CT — модификация, запущенная в производство в сентябре 1950 года. Оснащалась первым в Японии V-образным двигателем с воздушным охлаждением объёмом 1157 см3, мощностью 32 л. с. Выпускалась в виде пожарного автомобиля (CF), мусоровоза или топливозаправщика.
- HB — модификация, запущенная в производство в марте 1951 года.
- CTL — модификация, запущенная в производство в 1951 году. Верхняя часть водительского места прикрыта плащом для защиты от ветра и дождя, а кузов удлинён до 3 метров. В 1952 году компания запустила в производство модель с максимальной грузоподъёмностью 2 тонны.
- CTD — модификация, запущенная в производство в марте 1952 года.
- CTA — модификация, запущенная в производство в 1953 году.
- CHTA — модификация, запущенная в производство в 1953 году. Разработана Дзиро Косуги.
- GCZ — модификация, запущенная в производство в феврале 1954 года. Грузоподъёмность — 750 кг.
- GDZA — модификация, запущенная в производство в 1955 году. Объём двигателя — 701 см3, мощность — 17 л. с.

- GLTB — модификация, запущенная в производство в 1956 году.
- HBR — модификация, запущенная в производство в августе 1957 года. Разработана Дзиро Косуги. Грузоподъёмность — 1 т. Рулевое колесо — круглое.
- МАР — модификация, запущенная в производство в ноябре 1957 года.
- MBR — модифицированная версия MAR.
- DMA — модификация, запущенная в производство в 1958 году. Носит название Mazda Romper.